# Jan Krouský
Jan Nepomuk Krouský (18. února 1814 Katusice – 4. října 1876 Katusice) byl staročeský politik, organizátor českého hospodářského a společenského života na Mladoboleslavsku a podporovatel české literatury.

## Biografie

### Mladá léta
Narodil se jako syn statkáře a rychtáře Jana Krouského z Katusic a matky Kateřiny, dcery Václava Zoufalýho z Krásnovsi č.d. 24. Navštěvoval klášterní školu v Bělé pod Bezdězem. Velký vliv na něj měl spisovatel Karel Alois Vinařický, farář v nedaleké Kováni, který zde ve druhé polovině třicátých let 19. století pravidelně pořádal setkání literátů a dalších osobností. Dne 27. listopadu 1843 Krouský pojal za manželku tehdy 24letou sestru Vinařického Aloysii. Na Kováň jezdili Vinařického přátelé, například František Ladislav Čelakovský, básník Josef Krasoslav Chmelenský, libuňský jemnostpán Antonín Marek, také František Palacký nebo Pavel Josef Šafařík. Setkání s nimi Krouského (kterému říkali „Katusický“) inspirovalo a přivedlo na národní myšlenku. Na konci 30. let se seznámil také s Václavem Bolemírem Nebeským. Jejich přátelství přetrvalo mnoho let a vzájemná korespondence je dodnes nevyčerpaným zdrojem informací.

### Národní obrození
Dnes je nejvíce oceňováno Krouského úsilí o rozvoj české literatury i kulturního a společenského života. Počátkem 40. let 19. století začal přispívat svými články do českých novin, například do Tylových Květů, do České včely, Pražských novin či Národních novin. V téže době založil vlastní knihovnu, jež se záhy stala zdrojem osvěty pro široké okolí a za života Krouského dosáhla téměř čtyř tisíc svazků. Spolupracoval s nakladateli F. S. Kodymem, F. Šimáčkem a dalšími, jimž pomáhal rozšiřovat jejich spisy na venkově a získávat předplatitele pro chystaná díla.
Finančně podporoval mnoho básníků a spisovatelů, mezi nimi například Josefa Kajetána Tyla, jenž mu dedikoval knihu „Vojta, chudý čeledín“ (Wogta, chudý čeledjn), Josefa Frantu Šumavského, kterému přispěl na vydání česko-německého slovníku; Jána Palárika, jemuž odeslal na Slovensko finanční dar na založení spolku pro vydávání školních knih, svého přítele Václava Bolemíra Nebeského, Prokopa Chocholouška a další. Pravděpodobně se také podílel na druhém vydání Máchova Máje, o jehož podpoře jednal v roce 1843 s Karlem Sabinou a Máchovým bratrem Michalem. V jeho pozůstalosti v Katusicích byl v letech první světové války objeven rukopis Máchova Máje.
Jako vůbec první rolník se stal členem Musea království českého a Matice české a působil také ve Svatoboru.

### Politická činnost
Od roku 1843 zasedl v katusickém obecním zastupitelstvu. V roce 1848 byl členem deputace ke generálu Windischgrätzovi s cílem odvrátit ho od bombardování Prahy. Jeho kandidatura na poslance Říšského sněmu na počátku roku 1849 – na uvolněné místo po Karlu Vinařickém – úspěšná nebyla.
Roku 1861 byl zvolen poslancem Českého zemského sněmu za kurii venkovských obcí (okresy Mladoboleslavský, Mnichovohradišťský a Bělský). V roce 1861 se rovněž stal poslancem Říšské rady (tehdy ještě volena nepřímo coby sbor delegátů vysílaných jednotlivými zemskými sněmy). V rámci českého státoprávního odporu ovšem mandát nepřevzal, do sněmovny se nedostavil, přičemž na schůzi sněmovny 5. prosince 1864 to bylo vyhodnoceno jako rezignace na mandát.
Od roku 1864 se stal katusickým starostou. Nechal zkultivovat zpustlé pozemky na zahrady, upravovat cesty, vysazovat stromořadí a opravit kostel zničený požárem. Založil fond pro stavbu nové školy v Katusicích, obecní knihovnu a spoluzakládal učitelskou přípravku v Mladé Boleslavi. Dne 22. dubna 1865 zvítězil ve volbách do okresního zastupitelstva, ovšem ve funkci starosty okresu bělského nebyl pro své smýšlení státním ministerstvem schválen. Jako člen okresního výboru však aktivně působil až do své smrti.
Na přelomu 60. a 70. let 19. stol. byl jedním z organizátorů mohutných táborů lidu pod Bezdězem.

### Hospodářská činnost
Krouský se zasloužil také o hospodářský vzestup svého kraje. K jeho nejvýznamnějším činům patří založení rolnického akciového cukrovaru v Dolním Cetně (dnes část obce Niměřice) roku 1868, které uskutečnil společně s knížetem Thurn-Taxisem. Když pak Thurn-Taxis kvůli svému osobnímu úpadku rezignoval, převzal Krouský post předsedy správní rady. O čtyři roky později založil akciový pivovar v nedaleké obci Podkováň. Také zde působil jako předseda správní rady. Oba závody dobrým vedením zachránil i v době krachu na vídeňské burze.
Stal se jednou z hlavních osobností v krajské hospodářské jednotě mladoboleslavské. Již v roce 1851 byl zvolen do jejího výboru a poté, co se v roce 1867 rozešla, usiloval o její obnovení. Předsedou obnovené jednoty se poté stal Karel Mattuš, jejím místopředsedou Jan Krouský, který zároveň působil v čele bělského odboru jednoty. Zasloužil se také o připuštění českého jazyka k rokování, neboť původně se jednalo pouze německy. Napsal a vlastním nákladem nechal vytisknout výzvu rolníkům na Mladoboleslavsku, aby vstupovali do hospodářského spolku. V roce 1857 sepsal a vydal čtyři svazky Pojednání hospodářsko-lesnického filiálního spolku Mlado-Boleslavského. Jako rolník se zasazoval o využívání nejnovějších technologií a postupů a propagoval pěstování technických plodin.
Roku 1872 zorganizoval v Mladé Boleslavi spolek pro obchod se střiží a železem, který měl zvýšit konkurenceschopnost českých podnikatelů. Byl důvěrníkem banky Slavie a předsedou dozorčí rady občanské záložny v Dolním Cetně. Svými články přispíval do Hospodářských novin či Pokroku hospodářského a působil jako dopisovatel pro hospodářskou rubriku listu Boleslavan.

### Závěr života
Dne 31. května 1876 se Jan Krouský, zřejmě již nemocen, zúčastnil pohřbu Františka Palackého a hned v červenci téhož roku rezignoval na předsednický úřad v obou akciových závodech. Zemřel následkem plicní choroby 4. října 1876.
O dva roky později mu byl na návsi v rodných Katusicích vztyčen pomník.
Jeho starší bratranec Jiří Krouský (1812–1887) se proslavil jako učitel těsnopisu v Praze.

## Pozůstalost
Písemná pozůstalost Jana Krouského je uložena ve Státním okresním archivu Mladá Boleslav.